# Samsorfjärden
Samsorfjärden (finska: Samsaarenaukko) är en fjärd i Finland. Den ligger i landskapet Egentliga Finland, i den sydvästra delen av landet, 170 km väster om huvudstaden Helsingfors.
Samsorfjärden avgränsas av Taiplax i norr, Halvvägsklobben i nordöst, Samsor i sydöst och Montti i sydväst. Den ansluter till Vähän-Kaidan Aukko i väster och Länsiaukko i öster.